# أيوب الموهوب (مجلة)
مجلة هي مجلة لبنانية أسبوعية للناشئين، تصدر عن دار البديع للتأليف والنشر التي تصدر مجلات فنية مثل «الموعد» و«نور»، وهو ما يجعل للمجلة القطع نفسه بين المجلات التي تصدر عن الدار وهو 24*17سم.
المدير العام للمجلة هو محمد بديع سريية، والمدير المسؤول محمد علي فتوح، المدير الفني عبد الرحمن السيد. شعار المجلة: مجلة الفتى المرح. صدر العدد الأول في بداية عام 1981م.
بالمجلة مقدمة قصيرة تحمل عنوان «كلمة ونص» فيها وعود بالهدايا أو مفاجآت الأعداد القادمة توجه المجلة إلى الفتيان رئيسياً، وإلى أعمار مختلفة
وتعتمد على الكرتون المترجم من مصادر عالمية مختلفة. حيث تبلغ صفحات الكرتون 31 صفحى من بين 52 صفحة، بعض هذا الكرتون عربي، وإن كان لا يحمل توقيعاً. ليست هناك إشارة إلى الرسامين العرب ولا إلى أسماء المؤلفين. عدد الصفحات الملونة 19 صفحة والباقي أبيض وأسود، لا توجد بالمجلة ملاحق ويقل فيها وجود الإعلانات ما عدا على غلافها.

## أبواب
- يا ولدي هذه صورتك
- نادي أيوب
- أصدقاء أيوب
- أغرب الصور: منقولة من مجلات عالمية
- فكاهات
- قصص قصيرة
- حكم
- مساهمات من رسوم الأصدقاء
- هواة الطوابع
- اقتراحات للقراء
- صور أصدقاء أيوب